# Кунтуріотіка
Кунтуріо́тіка (грец. Κουντουριώτικα) — район Афін, який простягається від проспекту Королеви Софії, повз район Ґізі, до пагорба Лікавіт.
Земля була викуплена муніципалітетом Афіни 1878 року. У той час всю територію району займали сільськогосподарські угіддя. Поступово виросли проспект Александра, три великі лікарні та пологовий будинок, започатковані Єленеою Венізелос, церкви святих Сави, Надії, Георгіос Авероф побудував військове училище тощо. У тому ж районі і розташований землі грецької церкви, але обмін з населенням.
Свою назву район отримав за прізвищем Президента Греції Павлоса Кунтуріотіса, який в період греко-турецького обміну населенням дозволив переселенцям селитися у цьому районі.